# Joan Caro Sureda-Valero i Togores
Joan Caro Sureda-Valero i Togores (Palma, Mallorca, 5 d'abril de 1769 - 25 de desembre de 1829) fou un militar i aristòcrata mallorquí. Era fill del noble alacantí Pere Caro i Fontes, marquès de la Romana i de la mallorquina Margalida Sureda-Valero i Togores.
Entre altres títols, fou cavaller de l'Orde de Sant Joan, mariscal de camp i tinent general. Durant la guerra del francès fou Capità general de València. Durant el regnat de Ferran VII d'Espanya fou Capità general de Castella la Nova i Capità general de Catalunya el 1825-1826.